# Kuzma Andriánov
Kuzma Andrianovich Andriánov (en ruso: Кузьма Андрианович Андриа́нов; Kondrakovo, Imperio ruso, 28 de diciembre de 1904 - Moscú, Unión Soviética, 13 de marzo de 1978) fue un químico soviético y profesor del Instituto de Ingeniería Eléctrica de Moscú. Además fue galardonado con el título de Héroe del Trabajo Socialista (1969).

## Biografía
Kuzma Andriánov nació el 28 de diciembre de 1904 en la pequeña localidad rural de Kondrakovo en la gobernación de Tver en lo que en esa época era parte del Imperio ruso (actualmente situado en el raión de Zubtsovsky, del óblast de Tver en Rusia). En 1930 se graduó en la Facultad de Química de la Universidad Estatal de Moscú. De 1929 a 1954 trabajó en el Instituto Electrotécnico de toda Rusia. Entre 1930 y 1932 enseñó en el Instituto de Curtiduría de Moscú, luego, entre 1933 y 1941, en la Universidad de Tecnología Química D. Mendeleev de Rusia, y finalmente, entre 1941 y 1959 trabajó en el Instituto de Ingeniería Eléctrica de Moscú (desde 1946 como profesor).
Entre 1946 y 1953 trabajó en el Instituto de Materiales de Aviación de toda Rusia. Desde 1959 fue Jefe del Departamento de Síntesis de Polímeros en el Instituto Estatal de Biología Molecular Lomonosov de Moscú y a partir de 1954 también trabajó en el Instituto Nesmeyanov de Compuestos de Organoelementos.
Fue Académico de la Academia de Ciencias de la Unión Soviética (1964; Miembro Correspondiente desde 1953), miembro del Partido Comunista desde 1949 y miembro Honorario de la Universidad Politécnica de Budapest desde 1965. También fue galardonado con los títulos de Héroe del Trabajo Socialista y el Premio Lenin.
Murió el 13 de marzo de 1978 en Moscú y fue enterrado en el cementerio Novodévichi de la capital moscovita.

### Trabajo científico
Andriánov era un especialista en el campo de la síntesis y tecnología de compuestos de alto peso molecular. En 1937 fue el primero en sintetizar poliorganosiloxanos. Desde 1947 había descubierto los principios básicos de la síntesis de polímeros con cadenas de moléculas inorgánicas, incluidos los poliorganometallo siloxanos. Lideró la investigación de la síntesis de polímeros de organosilicio resistentes al calor y materiales basados en ellos, que son ampliamente utilizados para el aislamiento de máquinas eléctricas, aparatos, producción de lubricantes, plásticos, pinturas y barnices.

## Condecoraciones
- Héroe del Trabajo Socialista (1969)
- Premio Stalin de segundo grado (1943) - «por el desarrollo de nuevos tipos de plásticos y su uso en la industria del cable»
- Premio Stalin de segundo grado (1946) - «por el desarrollo de métodos para obtener compuestos organosilícicos de gran importancia práctica»
- Premio Stalin de tercer grado (1950) - «por el desarrollo e implementación de nuevos motores de avión»
- Premio Stalin (1953)
- Premio Lenin (1963) - por la investigación en el campo de los polímeros con cadenas principales de moléculas inorgánicas (1952-1962)
- Orden de Lenin, cuatro veces (16 de mayo de 1947, 26 de diciembre de 1964, 13 de marzo de 1969 y 27 de diciembre de 1974)
- Orden de la Bandera Roja del Trabajo (2 de junio de 1952)
- Orden de la Estrella Roja (21 de diciembre de 1942)
- Medalla por el Trabajo Valiente en la Gran Guerra Patria 1941-1945
- Medalla por la Defensa de Moscú
- Medalla Conmemorativa del 800.º Aniversario de Moscú
- Medalla Conmemorativa por el Centenario del Natalicio de Lenin
- Medalla de la Amistad Chino-Soviética